# Сартіна Дмитро Іванович
Дмитро Іванович Сартіна (нар. 22 лютого 1992, Ужгород, Україна) — колишній український футболіст, захисник. Після завершення карʼєри — асистент головного тренера клубу  «Ужгород»

## Життєпис
Дмитро Сартіна народився 22 лютого 1992 року в Ужгороді. У ДЮФЛУ виступав з 2005 по 2007 рік у складі СДЮШОР «Ужгород», а з 2008 по 2009 рік у донецькому «Шахтарі».
У 2009 році підписав свій перший професійний контракт, з донецьким «Шахтарем». Проте за першу команду донецького клубу не зіграв жодного поєдинку, натомість виступав у друголіговому фарм-клубі гірників, «Шахтарі-3». Дебютував за донецьку команду 5 вересня 2009 року в переможному (4:1) виїзному поєдинку 7-го туру групи Б другої ліги чемпіонату України проти запорізького «Металурга-2». Дмитро вийшов на поле на 90-й хвилині, замнивши Ярослава Ямполя. Дебютним голом на професіональному рівні відзначився 21 жовтня 2012 року на 23-й хвилині програного (1:3) виїзного поєдинку 19-го туру групи Б другої ліги чемпіонату України проти кременчуцького «Кременя». Сартіна вийшов у стартовому матчі та відіграв увесь поєдинок, а на 42-й хвилині отримав жовту картку. Протягом свого перебування в «Шахтарі-3» зіграв у футболці клубу 88 матчів та відзначився 1 голом.
Наприкінці лютого 2014 року перейшов до харківського «Геліоса». У футболці харківського клубу дебютував 18 травня 2014 року в програному (1:3) виїзному поєдинку 28-го туру першої ліги чемпіонату України проти головківського «УкрАгроКому». Дмитро вийшов на поле в стартовому складі, а на 75-й хвилині його замінив Станіслав Чучман. В жовтні та червні 2015 року потрапляв до символічної збірної туру в першій лізі (на позиції лівий захисник) за версією інтернет-видання UA-Футбол. Протягом свого перебування в «Геліосі» в першій лізі зіграв 31 матч, ще 4 поєдинки провів у кубку України. Наприкінці листопада 2015 року залишив розташування харківського клубу.
На початку січня 2016 року відправився на перегляд до МФК «Миколаєва», за результатами якого було підписано повноцінний контракт. У футболці «Миколаєва» дебютував 26 березня 2016 року в програному (0:1) виїзному поєдинку 19-го туру першої ліги чемпіонату України проти ФК «Полтави». Сартіна вийшов на поле в стартовому складі та відіграв увесь поєдинок. Наприкінці травня 2015 року потрапив до символічної команди тижня за версією UA-Футбол на позиції правого захисника. 9 жовтня 2016 року в матчі 13-го туру першої ліги чемпіонату України проти чернівецької «Буковини» (0:2) на 67-й хвилині за начебто «агресивну поведінку» (згідно з протоколом) отримав пряму червону картку. «Миколаїв» опротестував це рішення. А вже в наступному, 14-му, турі, 16 жовтня 2016 року на 36-й хвилині програного (1:2) домашнього поєдинку проти рівненського «Вереса» відзначився дебютним голом у футболці корабелів. У складі футбольного клубу «Миколаїв» 26 квітня 2017 роки зіграв у півфіналі Кубка України проти київського «Динамо».
Завершив ігрову карʼєру в 2023-му році, останнім клубом Дмитра став «Васт». Після того, як повісив «бутси на цвях» - став асистентом головного тренера клубу «Ужгород», зараз працює у штабі Яромира Лободи.